# عقدة ساقية
العقدة في النبات هي حلقة تقسم الساق إلى أقسام اسطوانية تفصل بينها أجزاء تسمى رواحب.

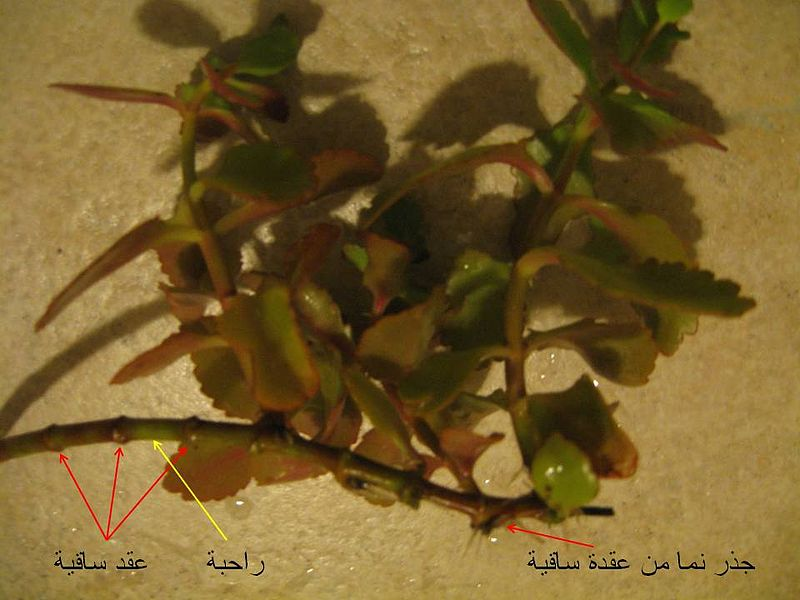
صورة تظهر رواحب وعقداً ساقية على نبات الألماسة